# Смирнов, Андрей Константинович
Андре́й Константи́нович Смирно́в (7 марта 1967, Москва — 28 апреля 2001, Апрелевка, Наро-Фоминский городской округ) — советский и российский хоккеист, защитник.

## Биография
Сын тренера Константина Смирнова (1938—2005). Воспитанник школы «Крыльев Советов» (Москва).
Начал выступать в сезоне 1984/85 за московские «Крылья Советов». Отыграл два сезона (1985/86—86/87) за СКА МВО (Калинин), перешёл в воронежский «Буран» (1987/88), после чего опять вернулся в «Крылышки» (1987/88—90/91). Потом играл в «Кристалле» из Электростали (1990/91), тольяттинской «Ладе» (1990/91—91/92), московском ЦСКА (1992/93) и «Зволене»; 1993/94). В сезоне 1994/95 выступал за череповецкую «Северсталь», нижегородское «Торпедо» и (вторично) «Кристалл» из Электростали.
Далее выступал за австрийский «Капфенберг» и московские «Крылья Советов» (оба — в сезоне 1995/96), «Акрони» Есенице, Словения, московский САК-«Спартак-2» (оба клуба — 1996/97), «Спартак» (Москва; 1997/98). В сезоне 1998/99 годов вновь играл за «Крылья Советов».
В 1988—1989 годах сыграл 4 матча за сборную РСФСР. Участник молодёжного чемпионата мира (1987; участник так называемой «драки в Пьештянах»). В составе «Крыльев Советов» — обладатель Кубка Лиги (1989) и бронзовый призёр чемпионата СССР (1988/89).
Погиб 28 апреля 2001 года в подмосковной Апрелевке. Вышел, чтобы устранить неполадки в машине, и был сбит проезжавшим автомобилем. Похоронен на 10-м участке Востряковского кладбища в Москве.
Сын Кирилл (род. 1989) также хоккеист.